# Filmtechnik
Die engere Filmtechnik umfasst alle mechanisch-technischen Erfindungen um den Gegenstand Film, wozu die Filmantriebe gehören, die kinematografischen Grundgeräte Filmkamera, Kopiermaschine und Filmprojektor und alles Zubehör der Filmbearbeitung, wie der Filmbetrachter, die Klebepresse, Synchronroller oder Tonkamera.
Im weiteren Sinne versteht man unter Filmtechnik die Arbeit in Produktion, Distribution und Aufführung von Filmen.
In der Produktion kann man unterscheiden zwischen
- Technik der Produktion (Studiotechnik, Kameras etc.) und
- Technik zur Postproduktion (Schnitt).

In der Distribution kommt Technik zur Herstellung von Filmkopien zum Einsatz, respektive heutiger DCI-Masteringssysteme.
Filmtechnik zur Aufführung umfasst Vorbereitung, Projektion (Bild und Ton) und allgemeine Kinotechnik.

## Entwicklung der Filmtechnik
Sie setzt um 1885 ein mit der Arbeit von William Green, der sich von Annibal Légé & Co., London, eine Perforiermaschine für Papierstreifen bauen lässt. Im selben Jahr beginnt Louis Le Prince sich mit bewegten Bildern zu befassen. Sie ermöglicht verschiedenen Pionieren, mit dem Bau einer Filmkamera die Aufgabe der gleichmäßigen Bewegungsanalyse zu lösen. Gleichmäßige Bewegungssynthese war schon bekannt von Phenakistiskop, Thaumotrop, Zootrop und Praxinoskop. Nach Entwicklung der Aufnahmen zum Negativ gilt es, einen Positivfilm davon abzuziehen, der wieder nach Entwicklung betrachtet werden kann.

## Historische Übersicht
- 1652 Tragbare Laterna Magica
- 1666 Entdeckung des Farbenspektrums im Sonnenlicht durch Newton
- 1686 Tragbare Camera Obscura
- 1801 Elektrische Kohlenbogenlampe von Davy
- 1826 Erstes fotografisches Verfahren von Niépce
  - Kalklichtbrenner von Sir Goldsworthy nach Drummond
- 1839 Fotografie nach den Verfahren von Niépce & Daguerre und Bayard
- 1845 Erster Projektor für bewegte Bilder von Franz von Uchatius
- 1850 „Parkesine“ von Alexander Parkes
- 1869 Celluloïd (Parkesine)
- 1871 Trockengelatineplatte von Richard Leach Maddox
- 1878 Projektion bewegter gezeichneter Bilder mittels perforierter Bänder von Émile Reynaud, Praxinoscope-Théâtre
- 1884 Stripping-Film von Walker
- 1887 Celluloid-Film von Hannibal Goodwin
- 1888 Filmkamera mit Klemme von Le Prince
- 1890 Geschlossene Filmvorstellung von Le Prince in Paris mit Sternradmechanismus
- 1891 Kinetograph von Dickson bei Edison, Rätsche
- 1892 Cynématographe von Bouly, Klemme
- 1893 Photochronographe von Démény bei Marey, Schläger
- 1894 Magniscope von Ed Amet, Reibrad
- 1895 «Marvellous Cinematograph» von LeRoy, Schlägerprojektor, erste öffentliche Filmvorstellung in Manhattan, New York City
  - Domitor von Moisson bei Lumière, perforierender Greifermechanismus für Papierfilm, im selben Jahr verbessert
  - Eidoloscope von Lauste für Latham, Schaltrolle in Verbindung mit (3er ?) Sternrad
  - Biograph-Kamera der American Mutoscope and Biograph Company von Dickson und Casler, perforiert den Film während der Aufnahme
  - Bioscop (Duplex-Verfahren) von Skladanowsky, Schaltrollen in Verbindung mit Kurvenrädern, erste öffentliche Filmvorstellung in Europa
  - Cinématographe alias Domitor von Carpentier für Lumière, erste öffentliche Filmvorstellung in Frankreich
- 1896 Verbessertes Malteser-Kreuz-Gesperre von Messter, Schwungmasse auf Stiftwelle
  - Gesteuerter Greifer von Darling
  - Bewegte Passstifte von Newman
  - Bewegte Sperrstifte von Blair
  - Kombinierter Vor-Nachwickler von Green für John Alfred Prestwich
  - Duplex-Projektor Green-Prestwich
- 1897 Schläger-Sperrstifte-Mechanismus von Noguès
- 1900 Schrittschaltwerk für unperforierten Film von Newman, Kamera « Centum », 100 Bilder pro Sekunde
- 1901 Dreiflügelblende für die Projektion von Pätzold
- 1906 Celluloseacetat
- 1909 Scharnierfenster mit festen Passstiften von der Bell & Howell Co., Kamera mit Holzgehäuse
- 1911 Erste Ganzmetall-Filmkamera, Typ 2709, von Bell & Howell, Leichtmetallguss, Pendelfenster
- 1912 Additives Dreifarbensystem Kinemacolor
- 1917 Greifer-Sperrstifte-Antrieb in Ganzmetallkamera mit Gehäuseversatz zum Parallaxenausgleich von John E. Leonard
- 1920 Schwungmasse auf Tonwelle von Triergon für Lichttonfilm, 42-mm-Film
- 1921 Februar, Stockholm; Synchroner Lichtton von Berglund, Mehrfach-Doppelzacke, SEPOPT 35 mm
  - Greifer-Sperrstifte-Mechanismus von Labrély für 240 Bilder pro Sekunde, Handantrieb
- 1932 Subtraktives Dreifarben-Technicolor, spezielle Kamera von Mitchell und Ball, Matrizen-Druckanlage
- 1935 bis 2005 Mehrschichten-Farbenfilm Kodachrome
- 1936 Spiegelverschluß bei Arnold & Richter an den Olympischen Sommerspielen zu Berlin, Arriflex
- 1938 Additiver Farbenfilm Kodacolor
- 1939 Dreifarbensystem Agfacolor
- 1940 Polyethylenterephthalat-Polyester (PETP) von Izard und Carothers bei Du Pont
- 1948 Magnetton bei der Filmaufnahme
- 1950 Polyester-Kinofilm von Du Pont, Handelsmarke «Cronar»
- 1966 Wellenschleifen-Filmantrieb Jones
- 1969 Super 16 als kleineres breitwandfähiges Format
- 1970 IMAX

## Grundlagen der Filmproduktion
Weil selbst die kleinste Produktion eine Rolle Rohfilm erfordert, die eine hochspezialisierte Industrie zur Voraussetzung hat, nämlich Filmfabrikation mit dem Erzeugnis Kunststoff und darauf angebrachter fotografischer Emulsion, sammeln sich mit jedem Bearbeitungsschritt verhältnismäßig hohe Kosten an, weshalb die Produzentin oder der Produzent ein Budget erstellen muss. Man kann auf Blankfilm zeichnen und malen und diesen ohne Weiteres vorführen und auswerten. Auf dem Filmmarkt erleben Produzenten allerdings immer wieder, dass mehr als nur das Original, ja sogar weit anderes als dieses gefragt ist. Im Kino will man ein Vorführpositiv mit Start- und Endband, Schutzfilm, Kern, Beutel und Dose, dazu Plakate, Werbefotografien und lockende Handzettel, im Filmverleih will man Auswertungsrechte, Internegative, Fotografien, Video-Kopien, separate Tonelemente für Sprachsynchronisationen und Promotionsmaterial, wie Vorschau und Ausschnittefilm.
Das Berichten über respektive das Erzählen einer wahren oder erfundenen Begebenheit macht Zusammenarbeit von Gestaltern, Organisatoren und Technikern nötig. Schon die einfachste Berichterstattung auf Film verlangt eine Kameraperson und eine zweite Person. Honorar und Lohn sind zu zahlen. Filmtechnische Geräte müssen vorhanden sein. Rohfilm, ein Tongerät, ein Mikrofon, eine Klappe müssen her. Aufwand für Regenschutz, Lampen, Infrastruktur für Transporte und eventuelle Übernachtungen usw. fällt an.
Die Filmproduktion ist gekennzeichnet durch dynamisches, das heißt fortlaufend anpassungsfähiges Arbeiten mitunter sehr verschiedener Menschen unter eventuell heiklen oder gefährlichen Bedingungen. Die Filmproduktion ist dabei auch abhängig von eingeschliffener Verzahnung mit Betreibern von Filmstudios, Filmlaboren und weiteren Spezialisten. Es leuchtet ein, dass nur ein klares Konzept in Form einer brauchbar niedergeschriebenen Vorlage hilft, alle Beteiligten auf dasselbe Ziel auszurichten. Zu Budget und Drehbuch gesellen sich Produktionsplan, Drehplan, ein Finanzierungsplan, Protokoll und eine Reihe von Verträgen.
Kern einer Filmproduktion ist das oft mosaikartig entstehende Original, in den meisten Fällen das Kameranegativ. Beim Tonfilm ist das Original einer 100-Minuten-Produktion 9000 Fuß lang (2736 m), bestehend aus zehn so genannten Halbakten oder fünf Akten (Rollen) Bild- und gleicher Länge Tonnegativ. Breitfilm und Normalfilm können im Prinzip am Küchentisch mit Lupe und Schere geschnitten werden, weil die Bildgröße es erlaubt, den Inhalt ohne weiteres zu beurteilen. Der gestalterische Schnitt geschieht dabei an den so genannten Mustern, den ersten Positiven vom Original. Dieses bleibt bis zum Abschluss von Bild- und Tonschnitt unangetastet verpackt in Dosen. Dann werden die Aufnahmen nach der Vorlage zusammengetragen und aufs Bild genau gleich montiert. Zur Absicherung und Schonung des wertvollen Originales stellt man im Kopierwerk eine Meisterkopie her und von ihr ein Zwischennegativ, manchmal auch direkt ein Zwischennegativ im Umkehrverfahren.
Im Allgemeinen ist die Filmproduktion im Studio die günstigste. Wettereinflüsse sind ausgeschaltet, die Beleuchtung ist durchwegs konstant künstlich, man hat stets WC, Dusche, Garderobe, Schminkraum, Arztzimmer, Kantine und Büro in der Nähe. Bei genügender Größe kann rund um die Uhr in mehreren Szenerien gearbeitet werden.

## Filmtechnische Berufe
Zu den Filmberufen mit technischen Anteilen zählen Kameraleute, Filmeditoren, Tongestalter, Trickspezialisten und deren jeweilige Assistenten. Dazu kommen Entwickler, Kopisten, Filmlichtbestimmer und Filmvorführer.

## Abkürzungen in der Filmtechnik
- AC – Agfacolor
- AnC – Anscocolor
- CP – Cinépanoramic
- CS – CinemaScope
- CSS – Cinesuperscope
- CTS – Cinetotalscope
- D – Deluxe
- DS – Dialiscope
- EaC – Eastmancolor
- FC – Ferraniacolor
- FS – Franscope
- GC – Gevacolor, siehe Agfacolor
- GS – Gammascope
- IC – Ifiscope
- KC – Kodacolor
- MC – Metrocolor
- Nat – Naturama
- PC – Pathécolor
- PK – Prokimascope
- SchS – Schermoscope
- SCS – SuperCinemaScope
- SFS – Superfilmscope
- SS – Superscope
- TC – Technicolor
- TC – Time Code
- TeR – Technirama
- THX – eine kommerzielle Qualitätszertifizierung für Filmtheater
- ToV – Totalvision
- TrC – Trucolor
- TS – Totalscope und Techniscope
- tx – tx-transform
- UI – Ultrascope
- VR – Vistarama
- VV – Vistavision
- WC – Warnercolor

## Nomenklatur der engsten Filmtechnik
Kinekameras

Um sich in der Vielfalt der Apparate zurechtzufinden, ordnet der Ingenieur die Konstruktionen nach einigen grundlegenden Gesichtspunkten. Allgemein geometrisch geht es um die
Achsen: x längs des Filmlaufes, y quer zu den Filmkanten, z entlang der optischen Achse. Der Film läuft in den allermeisten Fällen von oben nach unten am Bildfenster vorüber. Le Prince bewegte das Material von unten nach oben. Bei Bouly und Démény war der Filmlauf horizontal, ebenso bei IMAX.
Zur Einhaltung eines Bildstandkonzeptes ist der
Positionierabstand wichtig in der x-Achse. Hier einige Beispiele beim Normalfilm.
| −6 Lochabstände −5 De Vry „Lunch Box“ −5/−6, rechts −4 −3 Bell & Howell 2709 −2 Debrie Grande Vitesse, Formate Super-8 und Single-8 −1 00 Optische Achse +1 +2 Kinamo von ICA +3 Mitchell NC, Arriflex 35 BL ff., Schmalfilm 16 und Kleinfilm 8 +4 Eclair, Debrie Sept |

Es geht auch um den Drehsinn des Umlaufverschlusses vom Film zum Objektiv gesehen. Beispiele
- im Uhrzeigersinn: Debrie Sept, 1921; De Vry, 1926
- im Gegenuhrzeigersinn: Bell & Howell, 1911; Paillard-Bolex, 1935 (Cinégraphe Bol, Auto Kine und Auto Kine, B, haben Trommelverschluss)

Für die Arbeit mit einer Kamera hat man die Orientierung links oder rechts bedient, von hinter der Kamera Richtung Szene betrachtet:
- Links: Bell & Howell 1909 ff., Leonard-Mitchell 1917-19 ff., Arnold & Richter 1935 ff., Eclair 1912 ff., Aäton 1970 ff., ICA Kinamo 1920, Pathé amateur 1922
- Rechts: Akeley 1912
- Heck: Le Prince 1888, Domitor-Cinématographe Lumière 1894-95, Pathé industriel 1905, Bell & Howell Autoload 1956
- Front: Debrie Parvo 1908 ff., Askania Z

Kopiermaschinen

Bei den Pionieren war der Blick auf den Film während der Belichtung essenziell. Spätere Konstruktionen ab 1910 erlauben das nicht mehr. Die Bedienperson sieht nur auf die Filmkanten.
Filmprojektoren

Bei den Vorführapparaten hat man meistens gute Sicht auf den Film vor dem Objektiv. Die meisten Geräte sind Rechtslader, es gibt aber eine beachtliche Zahl von Linksmaschinen. Man stellt ein Links-Rechts-Pärchen so auf, dass die Vorführperson leicht beide Maschinen erreicht. Viele Schmalfilmprojektoren sind Linksgeräte, weil man sie gewöhnlich links neben dem Normalfilm-Projektorenpaar aufstellte.

## Filmschäden
Mängel, welche die Toleranzen der Normvorschriften überschreiten, gelten als Schäden. Es ist zweckmäßig, sie bei Rohfilm und gebrauchtem Film zu unterscheiden. Fotografische Aspekte gehören hier nicht dazu.
Physische

Fabrikation
- Ungleichmäßige Dicke des Trägers oder der Beschichtung
- Sabrage, schlangenförmige Filmkanten von fehlerhaftem Spalten
- Ungenaue Perforation

Gebrauch
- Kantenverletzung
- Randeinbruch
- Beschädigte Löcher
- Quetschung, nicht wiederherstellbare Strukturveränderungen der Unterlage
- Riß
- Ungenaue Spleiße (Klebestellen, Schweißnähte)
- Schrammen: kurz und oberflächlich, auch Sprungschrammen (etwa am selben Ort erscheinende wiederholte Schrammen)
- Kratzer: tiefer und schärfer abgegrenzt, längs und quer
- Schrumpfung und Längung über Maß

Chemische

- Zersetzung des Trägers: Nitrofilm in fünf Stufen, Acetatfilm mit Essigsyndrom
- Zerfall des Substrats (Bindeschicht): Nitro-, Essigsyndrom

## Weitere Einwirkungen
- Schimmel
- Bakterienbefall
- Nässe, Gelatine quillt auf
- Austrocknung, Craquelage der Gelatine (Zerreißen)
- Wärme, Selbstentzündung von Nitrofilm bis etwa 45 °C hinab
- Extreme Kälte, Gefriertrocknungseffekt beim Auftauen

## Bibliographie
- ISO Standards Handbook 17, Cinematography. International Organization for Standardization. Genève, May 1984, ISBN 92-67-10078-5.
- Reihe Weltwunder der Kinematographie – Beiträge zu einer Kulturgeschichte der Filmtechnik. Bücherperiodikum herausgegeben von Joachim Polzer, verlegt bei Polzer Media Group GmbH Potsdam.

Übersicht bisher erschienener Ausgaben:
1. 1994 – Der 70-mm-Breitwand-Film und seine Geschichte.
2. 1995 – This is Cinerama.
3. 1996 – SOUND – Der Ton im Kino.
4. 1997 – VistaVision – The Whole Story.
5. 1999 – Die Agfacolor Story – ISBN 3-934535-01-1.
6. 2002 – Aufstieg und Untergang des Tonfilms (inkl. DEFA-70-mm, Eastmancolor, Technicolor) – ISBN 3-934535-20-8.
7. 2003 – Filmschnitt und Schneidetisch (Monographie von Eberhard Nuffer) – ISBN 3-934535-24-0.
8. 2006 – Zur Geschichte des Filmkopierwerks – A Short History of Cinema Film Post-Production (inkl. 90 Jahre Technicolor) – ISBN 3-934535-26-7.